# 周磨駅

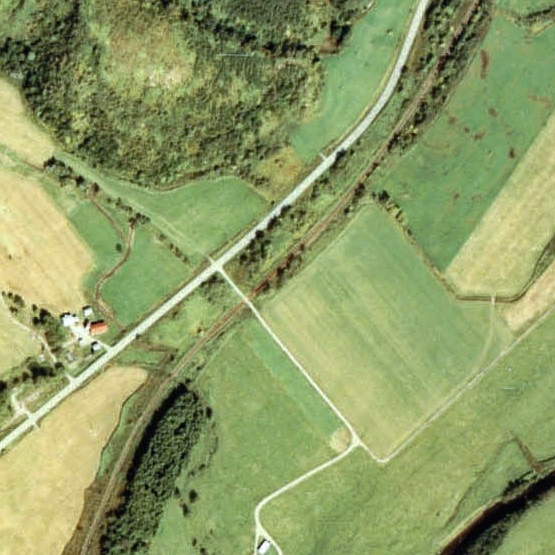
1977年の周磨仮乗降場と周囲約500m範囲。上が中頓別方面。踏切の北側、線路の右側に黒く長細く見えるのがホームの影。周囲に待合室は見当たらない。周麿地区はこの付近を流れる頓別川支流のシュウマロネップ川の流域に開拓された地帯。

周磨駅（しゅうまろえき）は、かつて北海道（宗谷支庁）枝幸郡中頓別町字松音知に置かれていた、北海道旅客鉄道（JR北海道）天北線の駅（廃駅）である。天北線の廃線に伴い、1989年（平成元年）5月1日に廃駅となった。

## 歴史
- 1956年（昭和31年）5月1日 - 日本国有鉄道（国鉄）北見線の周磨仮乗降場（局設定）として開業[1][2]。
- 1961年（昭和36年）4月1日 - 路線名を天北線に改称、それに伴い同線の仮乗降場となる。
- 1987年（昭和62年）4月1日 - 国鉄分割民営化により、北海道旅客鉄道（JR北海道）の駅となると共に旅客駅に昇格[1]。周磨駅となる[1]。
- 1989年（平成元年）5月1日 - 天北線の全線廃止に伴い、廃駅となる[1]。

## 駅構造
廃止時点で、単式ホーム1面1線を有する地上駅であった。
仮乗降場に出自を持つ無人駅となっていた。

## 駅名の由来
この地区の名前でもあり、付近を流れる周麿川（シュウマロネップ川）の語源となったアイヌ語シュル=マル=ネプ（石が大きな山の中の川）から来ている。駅名の字体が「麿」ではなく、「磨」になった経緯は不明（本来「磨」は音読みでは「マ」としか読まない）

## 駅周辺
広大な原野が広がる。
- 国道275号（頓別国道）
- 頓別川[3]
- 宗谷バス天北宗谷岬線「周麿」停留所

## 駅跡
現在は原野と化しており、駅跡は跡形も残っていない。

## 隣の駅
北海道旅客鉄道
天北線
敏音知駅 - 周磨駅 - 松音知駅